# Harrison (condado de Lincoln, Wisconsin)
Harrison es un pueblo ubicado en el condado de Lincoln en el estado estadounidense de Wisconsin. En el Censo de 2010 tenía una población de 833 habitantes y una densidad poblacional de 4,45 personas por km².

## Geografía
Harrison se encuentra ubicado en las coordenadas 45°28′14″N 89°30′17″O / 45.47056, -89.50472. Según la Oficina del Censo de los Estados Unidos, Harrison tiene una superficie total de 187.33 km², de la cual 178.58 km² corresponden a tierra firme y (4.67%) 8.75 km² es agua.

## Demografía
Según el censo de 2010, había 833 personas residiendo en Harrison. La densidad de población era de 4,45 hab./km². De los 833 habitantes, Harrison estaba compuesto por el 98.44% blancos, el 0% eran afroamericanos, el 0% eran amerindios, el 0.72% eran asiáticos, el 0% eran isleños del Pacífico, el 0.24% eran de otras razas y el 0.6% pertenecían a dos o más razas. Del total de la población el 0.96% eran hispanos o latinos de cualquier raza.